# Bileh Savar
Bileh Savar (persiska: بيله سوار) är en ort i Iran.   Den ligger i provinsen Ardabil, i den nordvästra delen av landet, 500 km nordväst om huvudstaden Teheran. Bileh Savar ligger 83 meter över havet och antalet invånare är 14 027.
Terrängen runt Bileh Savar är platt. Runt Bileh Savar är det ganska tätbefolkat, med 96 invånare per kvadratkilometer. Bileh Savar är det största samhället i trakten. Trakten runt Bileh Savar består till största delen av jordbruksmark.